# Evangelische Kirche Aš

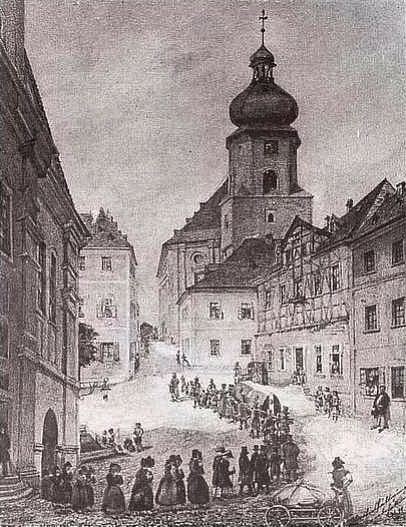
Historische Ansicht der Kirche

Die Evangelische Kirche Aš, eine Dreifaltigkeitskirche, befand sich in zentraler Lage neben dem Rathaus in der Stadt Aš (deutsch Asch) im Nordwesten von Tschechien. Sie fiel 1960 nach Renovierungsarbeiten einem Brand zum Opfer.
Mit dem Bau der Kirche wurde 1747 begonnen und sie wurde 1749 eingeweiht. Mehrmals drohten Brände die Kirche zu zerstören,   am 16. Januar 1960 brannte sie nach der Explosion eines Heizofens vollständig nieder.
Der Kanzelaltar mit dem Wappen der Familie von Zedtwitz war eine Arbeit von Simon Zeitler, der als vogtländischer barocker Meister gilt. Er fertigte auch den aufwendig gestalteten Taufstein, der mit einer altarförmigen Holzschnitzerei dahinter verbunden war. Ihr zentrales Motiv ist Johannes der Täufer bei der Taufe Jesu. Eine Reihe von Grabmälern aus dem evangelischen Friedhof und einige Epitaphien der Familie von Zedtwitz sind Teil des Lapidariums im Stadtmuseum Aš.